# Nebezpečná síla
Nebezpečná síla (v anglickém originále Danger Force) je americký komediální televizní seriál vytvořený Christopherem J. Nowakem. Seriál měl premiéru na Nickelodeonu 28. března 2020. Seriál je spin-off seriálu Henry Nebezpečný a zahrnuje vracející se hvězdy Cooper Barnes a Michael D. Cohen.

## Děj
Čtyři děti - Chapa, Miles, Mika a Bose - jsou přijímáni aby navštěvovaly Krásnovskou Akademii pro nadané (SW.AG. zkratka), školu, kterou vytvořil Kapitán a kterou oživil Schwoz poté co byla zničena v boji při záchraně Krásnova. Zatímco děti se tam, musí naučit své často nepříjemné a nekontrolovatelné superschopnosti, když začínají bojovat proti zločinu. Navzdory nebezpečným okolnostem jejich nového života musí superhrdinové své identity udržet v tajnosti od svých rodin tak i od zločinců kteří je mají zničit.

## Obsazení

### Hlavní role
- Cooper Barnes jako Ray Manchester (Kapitán), (český dabing: Vojtěch Hájek)
- Michael D. Cohen jako Schwoz Schwartz (český dabing: Libor Terš)
- Dana Heath jako Mika Macklin (ShoutOut), (český dabing: Karolína Křišťálová)
- Terrence Little Gardenhigh jako Miles Macklin (AWOL), (český dabing: Matěj Havelka)
- Luca Luhan jako Bose O'Brian (Brainstorm), (český dabing: David Štěpán)
- Havan Flores jako Chapa De Silva (Volt), (český dabing: Helena Němcová)

### Vedlejší role
- Carrie Barrett jako Mary Gaperman (český dabing: Pavlína Kostková Dytrtová)
- Winston Story jako Trent Overunder (český dabing: Petr Gelnar)
- Ben Giroux jako Batoláč (český dabing: Ivo Hrbáč)

### Menší role
- Jace Norman jako Henry Hart
- Frankie Grande jako Frankini
- Zoran Korach jako Goomer
- Mike Ostroski jako Dr. Minyak
- Jonathan Chase jako Brian Bender
- Ryan Grassmeyer jako Jeff Bilsky
- Jeremy Guskin jako Beekeeper
- Alec Mapa jako Jack Frittleman
- Joey Richter jako Time Jerker
- Jim Mahoney jako Joey
- Arnie Pantoja jako Mark
- Leslie Korein jako Fran
- Jill Benjamin jako Sharona Shapen
- Jonathan Goldstein jako Santa Claus
- Kurt Quinn jako Krampus
- Lisa Schurga jako Mama Schwartz
- Glory Joy Rose jako Miriam
- Jacob Farry jako Percy

### Speciální host
- Gabriella Neveah Green jako Maddie

## Vysílání
| Řada | Díly | Premiéra v USA  | Premiéra v USA    | Premiéra v ČR   | Premiéra v ČR      |
| Řada | Díly | První díl       | Poslední díl      | První díl       | Poslední díl       |
| ---- | ---- | --------------- | ----------------- | --------------- | ------------------ |
| 1    | 26   | 28. března 2020 | 17. července 2021 | 11. října 2020  | 5. prosince 2021   |
| 2    | 26   | 23. října 2021  | 7. července 2022  | 15. května 2022 | 25. listopadu 2022 |
| 3    | 13   | 20. dubna 2023  | 21. února 2024    | 12. června 2023 | nebylo vysíláno    |

## Produkce
19. února 2020 bylo oznámeno, že Henry Nebezpečný bude mít spin-off. Nebezpečná síla bude mít premiéru 28. března 2020. Spin-off série vidí návrat Cooper Barnes jako Ray / Kapitána a Michael D. Cohen jako Schwoz. Seriál si objednal 13 epizod. V seriálu dále hrají Havan Flores jako Chapa, Terrence Little Gardenhigh jako Miles, Dana Heath jako Mika a Luca Luhan jako Bose. Christopher J. Nowak vytvořil sérii a slouží jako vedoucí producent. Cooper Barnes a Jace Norman slouží jako producenti seriálu. Omar Camacho slouží jako vedoucí producent. Karanténní epizoda, natočená a vyrobená prakticky, byla vysílána 9. května 2020. 4. srpna 2020 bylo oznámeno, že premiéra 8. srpna bude mít 5-dílnou sérii dálkově vyrobených mini-epizod. 